# Colubrina sordida
Colubrina sordida är en brakvedsväxtart som beskrevs av Marshall Conring Johnston. Colubrina sordida ingår i släktet Colubrina och familjen brakvedsväxter. Inga underarter finns listade i Catalogue of Life.